# Enzybiotica
Een enzybiotica (of enzybiotics) zijn enzymen die gebruikt worden als antibiotica om pathogene bacteriële infecties te bestrijden. De naam is een combinatie van de woorden enzyme en antibiotica. Veel enzybiotica worden gevonden in bacteriofagen. Deze enzybiotica zijn endolysines.
In tegenstelling tot antibiotica werken enzybiotica op basis van een enzymatisch proces. Dit zorgt ervoor dat bacteriële cellen veel moeilijker resistentie kunnen opbouwen.